# 斑顿市 (华盛顿州)
斑顿市（英文：Benton City），是美国华盛顿州本顿县下属的一座城市。根据 2000年美国人口普查，该市有人口2,624人。根据2010年美国人口普查，该市有人口3,038人。而2011年估计该市有3,134人。
該市與附近的基歐納有非常緊密的關係，他們共享一個學區。

## 外部連結
- （英文） 斑顿市官方網站
- （英文） 基歐納-斑顿市學區網站 （页面存档备份，存于）
- （英文） 斑顿市遺產
- （英文） 斑顿市地區相片集 （页面存档备份，存于）